# Paul Vidal
Paul Antonin Vidal (16. juni 1863 i Toulouse—9 april 1931 i Paris) var en fransk musiker.
Vidal, der var kapelmester ved den store opera og Opéra-Comique i Paris, komponerede ballet- og pantomimemusik, et par operaer og talrige yndede sange.